# Эпоха Кёпрюлю
Эпо́ха Кёпрюлю́, также Э́ра Кёпрюлю́ (тур. Köprülüler Devri, Köprülüler Dönemi) — период в истории Османской империи, когда фактическими правителями страны были великие визири из семейства Кёпрюлю. Началом эпохи Кёпрюлю принято считать 15 сентября 1656 года; окончанием — 17 августа 1710 года.
Эпоха Кёпрюлю ознаменовалась для османского государства обеспечением стабильности во внутренней и внешней политике, а также повышением престижа власти, ослабленного в предыдущий период.

## Расцвет эпохи

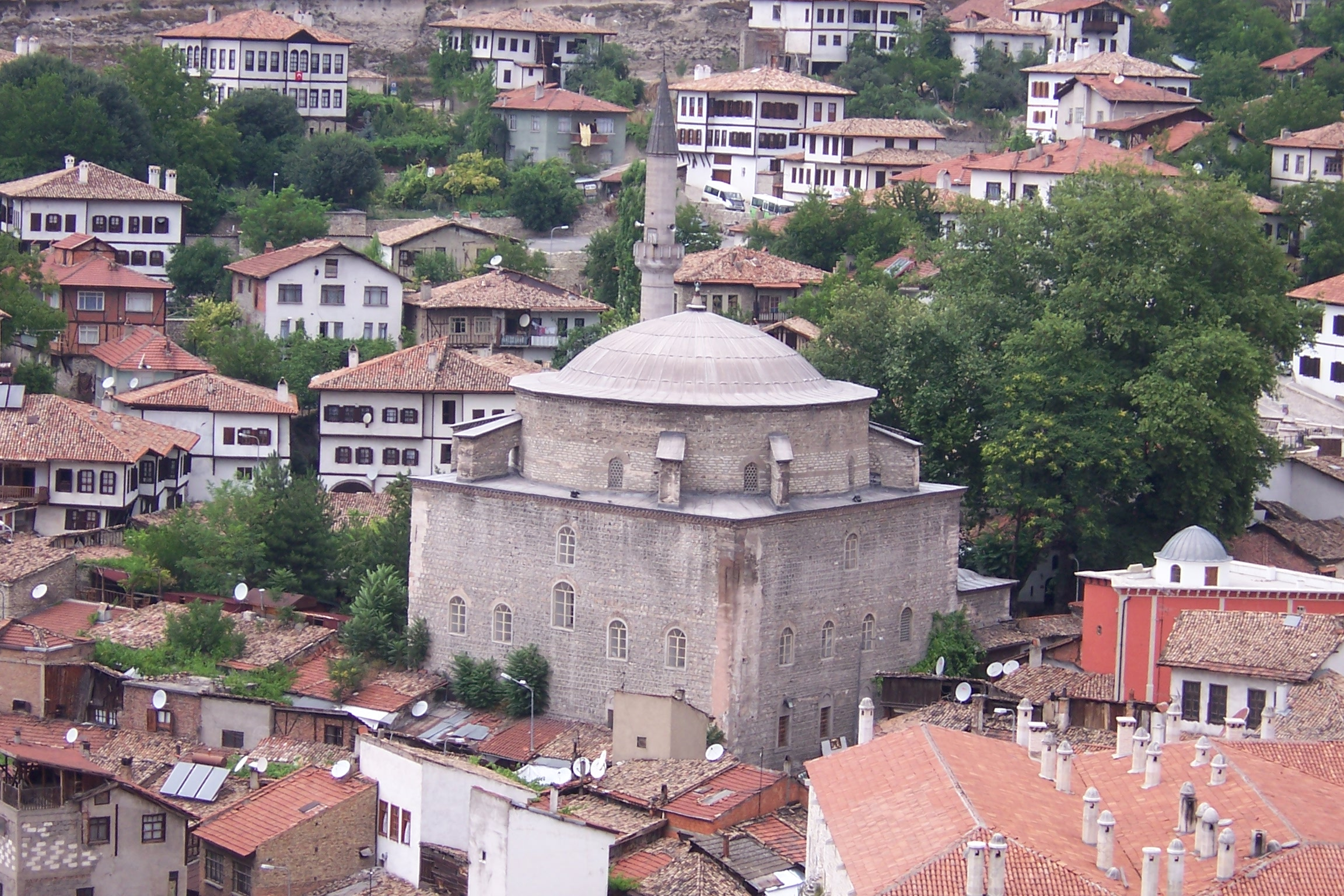
Мечеть Кёпрюлю Мехмеда-паши.

Начало династии положил Мехмед Кёпрюлю, назначенный на должность великого визиря султаном Мехмедом IV 15 сентября 1656 года по совету Турхан Султан. Пришёл он к власти в сложный период: женский султанат ослабил великую империю; в стране усиливались тенденции децентрализации, ослабление военной и экономической мощи; кроме того часто случались неудачи в войнах с Австрией и Венецией.
Энергичными действиями Мехмед и его потомки сумели подавить внутренние распри, восстания, улучшить работу государственного аппарата и финансовое состояние империи. Были проведены решительные действия по восстановлению военной мощи османов как на суше, так и на море. И наконец великие визири из рода Кёпрюлю сумели нанести ряд поражений Австрии, Испании, Венеции, Речи Посполитой. В результате к Османской империи были присоединены Крит, земли в Венгрии и Хорватии, Подолье, установлен контроль над Правобережной Украиной.
Одновременно Кёпрюлю показали себя как щедрые меценаты, которые поддерживали поэтов и писателей. Во времена первых представителей рода была создана большая библиотека, которая получила название в честь династии. По их заказу строились многочисленные мечети, медресе.

## Закат эпохи
Началом ослабления влияния рода стала новая война с Австрией и её союзниками, которая получила название Война Священной лиги. В 1683 году османы под руководством Кара Мустафы Кёпрюлю потерпели поражение в Венской битве, вследствие чего Кара Мустафа был снят с должности и спустя 10 дней казнён.
Семья Кёпрюлю всё ещё сохраняла своё влияние. Впрочем сила рода постепенно слабела, их влияние на султанов терялось вместе с ослаблением Османской империи. Кёпрюлю стали занимать должность великого визиря с перерывами в несколько лет (от года до 12 лет). Эпоха Кёпрюлю завершилась с отстранением последнего великого визиря из династии — Нумана-паши, пробывшего в должности всего 2 месяца. 
Способных Кёпрюлю становится меньше, в целом всё чаще представители рода получали должности благодаря родственным связям. Наконец после гибели в битве Абдуллы-паши Кёпрюлю 19 июня 1735 года, период, когда Кёпрюлю занимали значительные государственные или военные должности, окончательно завершился. С этого момента род Кёпрюлю стал считаться лишь родом состоятельных аристократов.

## Представители

### Кёпрюлю Мехмед-паша(15 сентября 1656 — 31 октября 1661)

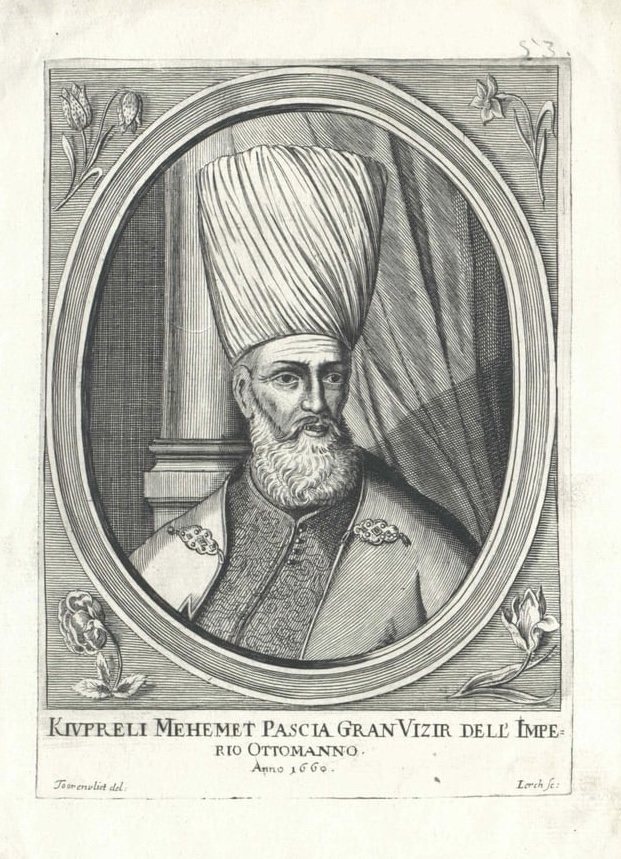
Мехмед Кёпрюлю.

За последние 10 лет предшественники Мехмеда Кёпрюлю менялись 17 раз. Чтобы восстановить престиж должности великого визиря и дистанцировать его от дворцовых интриг, по наущению валиде-султан Турхан Хатидже нового великого визиря решили поискать за пределами дворцового окружения. 15 сентября 1656 года султан Мехмед IV назначил великим визирем Кёпрюлю Мехмеда, приняв все его условия.
Условия были следующие:
- Решения великого визиря не будут пересматриваться;
- Великий визирь сможет самостоятельно назначать, поощрять и снимать с должности чиновников;
- Великий визирь сможет без совета султана принимать решения по жалобам;
- Никто во дворе не сможет вмешиваться в дела государства.

Мехмед-паша пробыл у власти 5 лет. За это время он:
- Провёл успешные морские и сухопутные сражения у Крита и Чанаккале против Венецианской республики;
- Присоединенил Лемнос и Тенедос к Османской империи;
- Подавил восстания секты Кадизадели;
- Успешно подавил бунт Эрдельского княжества (княжество Трансильвания);
- Успешно подавил бунт Абаза Хасан-паши;
- Взял под свой контроль военных и политических деятелей;
- Остановил разрушающую традицию покупки должностей.

### Фазыл Ахмед-паша(31 октября 1661 — 19 октября 1676)

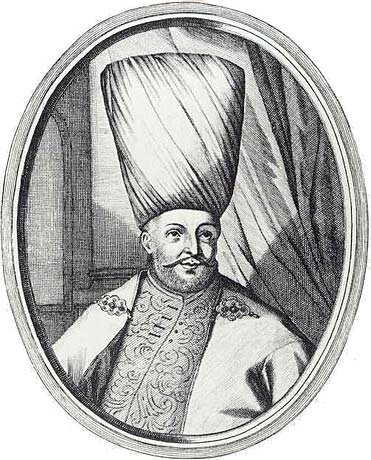
Ахмед Кёпрюлю.

Чувствуя приближение смерти, Кёпрюлю Мехмед призвал к себе своего старшего сына Фазыл Ахмеда, который в то время был губернатором Дамаска, и сделал его своим заместителем. 31 октября 1661 года Кёпрюлю Мехмед-паша после тяжёлой и продолжительной болезни умер в Эдирне, а Фазыл Ахмед стал новым великим визирем. В этой должности он:
- Успешно завершил Четвёртую австро-турецкую войну;
- В 1669 году завершил завоевание Кандийе на Крите;
- Успешно завершил войну с Речью Посполитой за власть над Правобережной Украиной;
- Провёл попытку устранения дефицита бюджета;
- Установил внутри государства мир и порядок.

### Мерзифонлу Кара Мустафа-паша(19 октября 1676 — 25 декабря 1683)

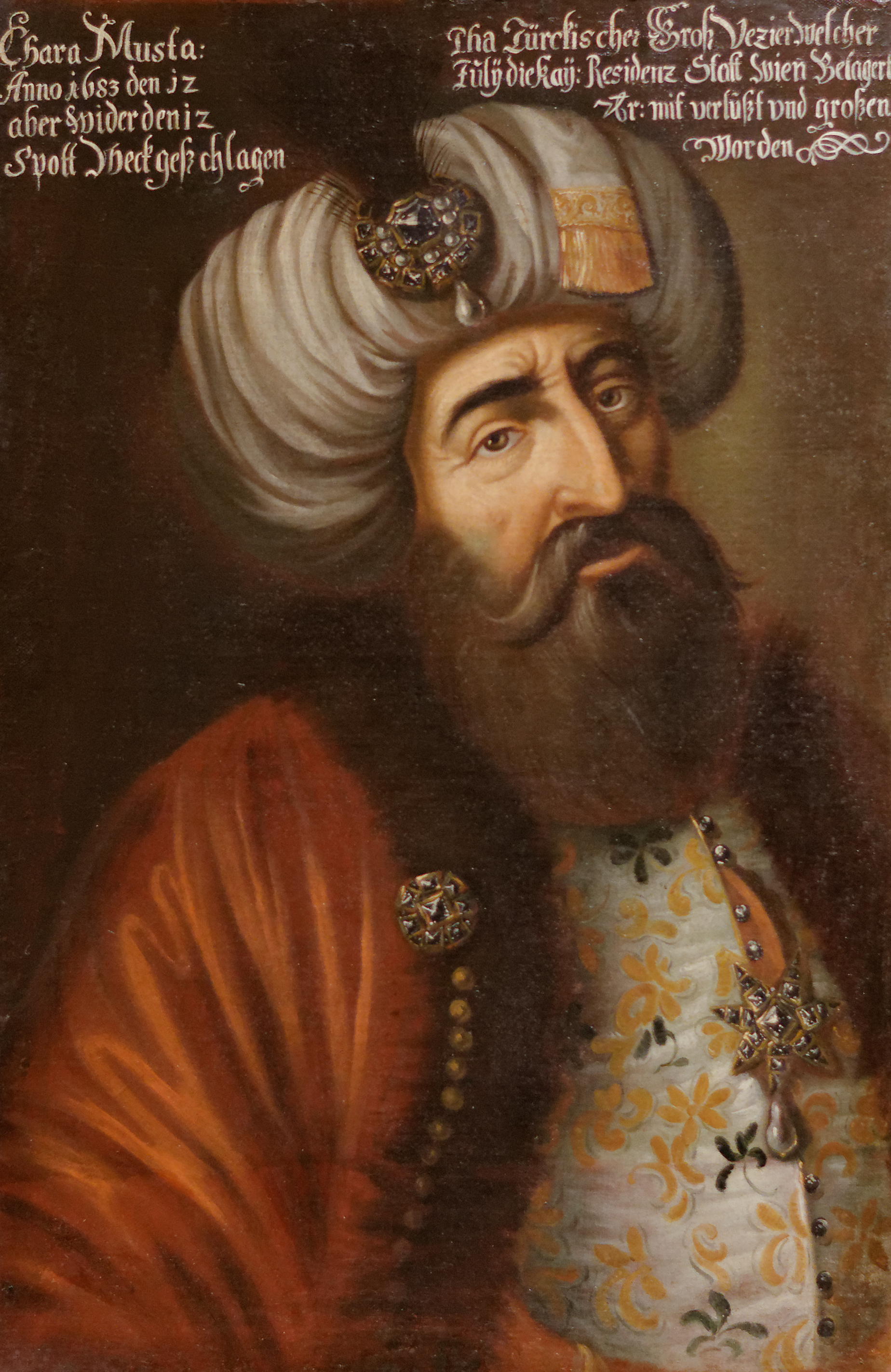
Мустафа Мерзифонлу.

Фазыл Ахмеду был сорок один год, когда он умер от водянки во время переезда из Стамбула в Эдирне 3 ноября 1676 года. Его младший брат Фазыл Мустафа-паша, который был с ним, когда он умирал, отдал печать великого визиря султану, который возложил полномочия великого визиря на Кара Мустафу-пашу. Кара Мустафа Родился в Мерзифоне в турецкой семье, но впоследствии был усыновлён могущественным семейством Кёпрюлю. В этой должности он:
- Успешно завершил войну с Русским царством;
- Командовал армией Османской империи и союзников в Венской битве/

Разгром под стенами Вены в конечном итоге стоил визирю жизни — бежавший Кара Мустафа был казнён в Белграде.

### Кёпрюлю Абаза Сиявуш-паша (23 сентября 1687 — 2 февраля 1688)
В 1687 году, по возвращении из похода, армия взбунтовалась и султан Мехмед IV был свергнут с престола, а великий визирь Сулейман-паша снят с должности. Султан Сулейман II назначил новым великим визирем Абазу Сиявуш-пашу — слугу Мехмеда Кёпрюлю, женившегося на его дочери. До этого успешно справлявшийся с поставленными задачами, со столь высокой должностью он не справился. Казна была пуста, а янычары требовали свои выплаты. Несмотря на то, что Сиявуш был ставленником именно янычар, те, при поддержке младшего сына Мехмеда Кёпрюлю, убили великого визиря.

### Фазыл Мустафа-паша Кёпрюлю(10 ноября 1689 — 19 августа 1691)
Несмотря на неудачный для империи ход войны с Австрией, Венецией и Речью Посполитой, султан с подачи янычар назначил младшего сына Мехмеда Кёпрюлю Фазыла Мустафу великим визирем. На этом посту он:
- Укрепил военную дисциплину, восстановил боеспособный корпус янычар
- Отменил тяжёлые для населения налоги, сделал ряд уступок для христианских подданных Османской империи и оказал помощь крестьянам
- Захватил часть венгерских земель (Пирот, Ниш, Смедерево и Белград) и восстановил власть османов в Боснии
- В декабре 1690 года подавил восстания местной знати на Кипре и в Египте
- Подготовил и начал новый военный поход против Австрии

### Хусейн-паша Кёпрюлю(17 сентября 1697 — 4 сентября 1702)

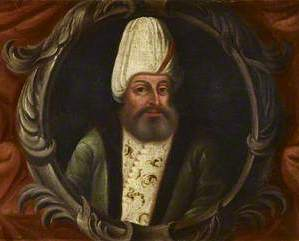
Амджазаде Хусейн Кёпрюлю.

Амджазаде Хусейн также происходил из богатой и влиятельной семьи Кёпрюлю. Он был сыном Хасана-аги Кёпрюлю и племянником Мехмеда Кёпрюлю. 11 сентября 1697 года османская армия была разбита в битве под Зенте войсками князя Евгения Савойского. Уже 17 сентября того же года султан Мустафа II назначил Хусейна-пашу Кёпрюлю великим визирем. В этой должности он:
- Заключил мир с Австрией, Венецией и Речью Посполитой (от имени султана уступил Венгрию и Трансильванию Австрии, Далмацию и Пелопоннес — Венеции, Подолию и Правобережную Украину — Речи Посполитой) и, тем самым остановил экономически невыгодную для Османской империи войну[6]
- Запланировал ряд реформ во всех сферах для обновления могущества Османской империи: принял решение о возобновлении экономической силы империи (оживил торговлю, ремесленничество; ослабил налоговое бремя и объявил налоговую амнистию); о расширении сельскохозяйственных угодий (предоставил льготы крестьянам); поддержал отечественных производителей, чтобы уменьшить импорт из Европы; стал больше внимания уделяться христианскому населению империи
- Реформировал военные силы, морской флот и чиновничий аппарат

### Нуман-паша Кёпрюлю(16 июня 1710 — 17 августа 1710)
16 июня 1710 года Нуман-паша Кёпрюлю, сын Фазыл Мустафы, был назначен великим визирем Османской империи султаном Ахмедом III. Несмотря на то, что Нуман Кёпрюлю был благосклонен к шведскому королю, он не соглашался с его попыткой втянуть Османскую империю в новую войну с Российским государством. Нуман считал её не совсем своевременной из-за того, что Австрия, Венеция и Речь Посполитая могут вмешаться в эту войну на стороне России. С другой стороны, великий визирь думал, что не стоит упускать возможность вмешаться в дела соседей, которые продолжали участие в Северной войне. Поэтому передав большую сумму денег шведскому королю Карлу XII, Нуман-паша предложил последнему в качестве почетного эскорта (фактически отдельной армии) 40 тысяч турецкого войска, чтобы тот сумел отбыть в шведские владения в Европе. Нуман-паша пытался помочь Карлу XII, вел переговоры с гетманом Филиппом Орликом о совместных действиях со шведами при поддержке крымского хана Девлета II Герая. Впрочем, несмотря на давление со стороны врагов России, великий визирь не желал начинать открытой войны. Это не входило в планы шведского короля, которого поддерживали Франция и Венеция. Кроме того, Нуман-паша приказал выполнить постановление бывшего султана о запрете нахождения христианских, в частности французских торговцев вблизи мечетей в Стамбуле. Такие действия усилили неприязнь Франции к великому визирю. В итоге 17 августа 1710 года Нуман Кёпрюлю был отстранён от должности.